# Antonia Lonnes
Pour les articles homonymes, voir Lonnes (homonymie).
Antonia Lonnes née le 6 août 2002, est une joueuse allemande de hockey sur gazon.

## Carrière
Elle a été appelée en équipe nationale première en 2022.